# 용문초등학교 (부산)
용문초등학교는 대한민국 부산광역시 남구 용호동에 있는 공립 초등학교이다.엘지 메트로 시티 230동 옆쪽에 있다.

## 학교 연혁
- 2003년 10월 2일: 개교

## 참고 자료
- 용문초등학교 - 한국교육학술정보원 학교알리미

## 같이 보기
- 초등학교
- 대한민국의 초등학교
- 대한민국의 교육과정